# Becerril
Becerril – miasto w Kolumbii, w departamencie Cesar.